# Cato June
Pour les articles homonymes, voir June (homonymie).
(en) Statistiques sur pro-football-reference
(en) Statistiques sur statscrew
Cato Nnamdi June, né le 18 novembre 1979 à Riverside (Californie), est un joueur américain de football américain évoluant au poste de linebacker. 

## Carrière

### Universitaire
Étudiant à l'université du Michigan, il joue avec les Wolverines de 1999 à 2001.

### Professionnelle
Il fut drafté en 2003 au sixième tour, à la 198e place par les Colts d'Indianapolis.
Il remporte le Super Bowl XLI avec les Colts, participant activement à cette saison réussie.

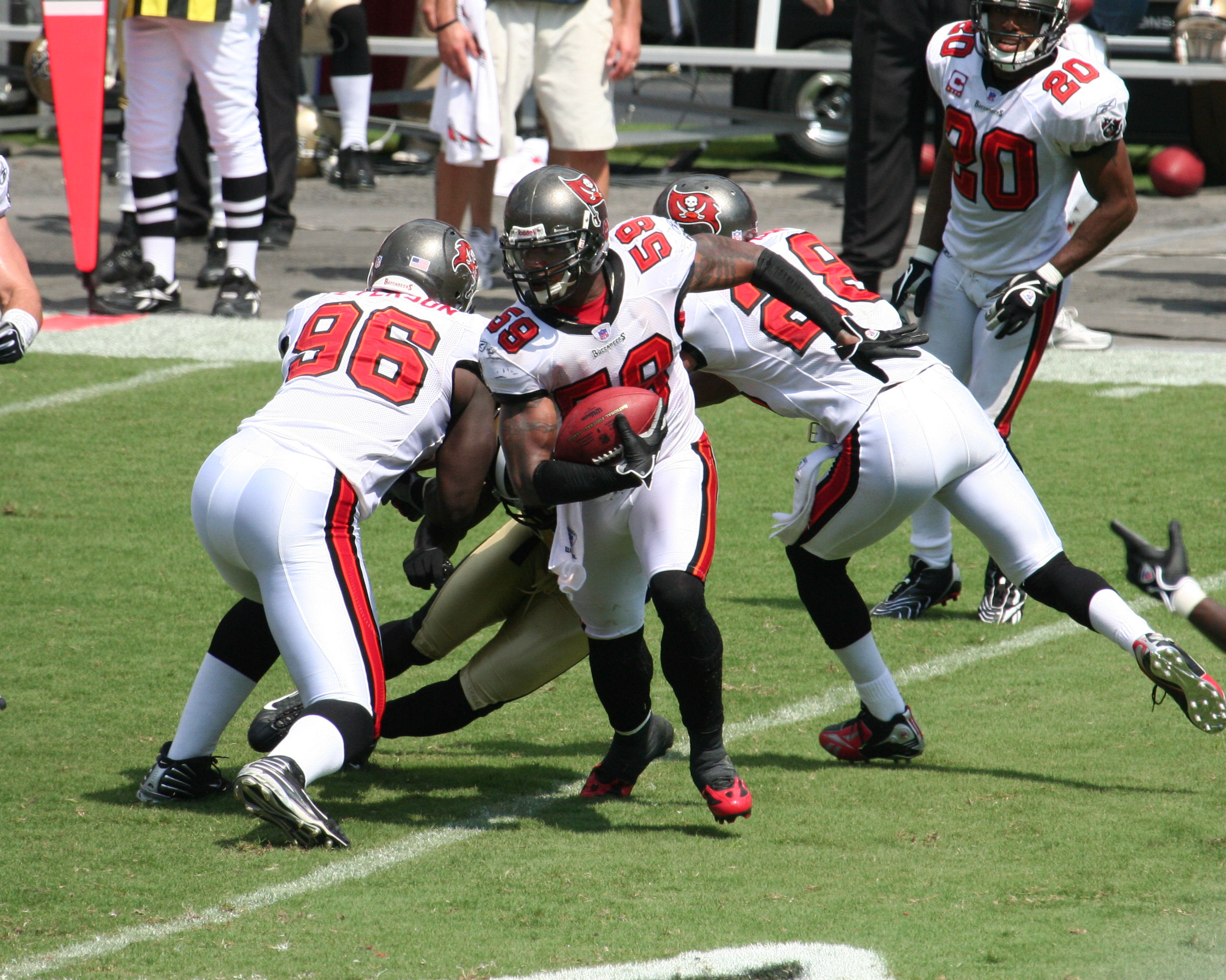
Cato June réussissant une interception avec les Buccaneers de Tampa Bay.

Il fut sélectionné pour le Pro Bowl et le All-Pro en 2005.
Il signe aux Buccaneers de Tampa Bay en 2007. 
Puis, après 2 saisons à Tampa Bay, il signe aux Texans de Houston mais rejoint finalement les Bears de Chicago en milieu de saison, faute d'avoir été conservé par son équipe précédente.
Le 8 septembre 2010, il signe avec les Nighthawks d'Omaha de la United Football League (UFL). 

### Carrière d'entraineur
Le 4 mars 2020, il est engagé par le Minuteman de l'UMASS à titre d'entraîneur des linebacker.